# グリーン郡 (アラバマ州)
グリーン郡（英: Greene County）は、アメリカ合衆国アラバマ州の西部に位置する郡である。2010年国勢調査での人口は9,045人であり、2000年の9,974人から9.3%減少した。郡庁所在地はユートー町（人口2,934人）であり、同郡で人口最大の町でもある。郡名はロードアイランド州出身で、アメリカ独立戦争の将軍ナサニエル・グリーンに因んで名付けられた。
グリーン郡はタスカルーサ大都市圏に属している。

## 歴史
グリーン郡は1819年12月13日に設立された。

## 地理
アメリカ合衆国国勢調査局に拠れば、郡域全面積は659.93平方マイル (1,709.2 km2)であり、このうち陸地645.87平方マイル (1,672.8 km2)、水域は14.07平方マイル (36.4 km2)で水域率は2.13%である。

### 主要高規格道路
- 州間高速道路20号線/州間高速道路59号線
- アメリカ国道11号線
- アメリカ国道43号線
- アラバマ州道14号線
- アラバマ州道39号線

### 隣接する郡
- ピケンズ郡 - 北
- タスカルーサ郡 - 北東
- ヘイル郡 - 東
- マレンゴ郡 - 南
- サムター郡 - 南西

## 人口動態
以下は2000年の国勢調査による人口統計データである。
| 基礎データ - 人口: 9,974人 - 世帯数: 3,931 世帯 - 家族数: 2,649 家族 - 人口密度: 6人/km2（15人/mi2） - 住居数: 5,117軒 - 住居密度: 3軒/km2（8軒/mi2） 人種別人口構成 - 白人: 19.09% - アフリカン・アメリカン: 80.34% - ネイティブ・アメリカン: 0.12% - アジア人: 0.08% - その他の人種: 0.10% - 混血: 0.27% - ヒスパニック・ラテン系: 0.58% | 年齢別人口構成 - 18歳未満: 29.2% - 18-24歳: 8.9% - 25-44歳: 25.1% - 45-64歳: 22.1% - 65歳以上: 14.7% - 年齢の中央値: 36歳 - 性比（女性100人あたり男性の人口） - 総人口: 88.4 - 18歳以上: 79.0 世帯と家族（対世帯数） - 18歳未満の子供がいる: 32.7% - 結婚・同居している夫婦: 36.4% - 未婚・離婚・死別女性が世帯主: 27.1% - 非家族世帯: 32.6% - 単身世帯: 30.8% - 65歳以上の老人1人暮らし: 12.3% - 平均構成人数 - 世帯: 2.52人 - 家族: 3.16人 | 収入と家計 - 収入の中央値 - 世帯: 19,819米ドル - 家族: 24,604米ドル - 性別 - 男性: 25,707米ドル - 女性: 19,051米ドル - 人口1人あたり収入: 13,686米ドル - 貧困線以下 - 対人口: 34.3% - 対家族数: 29.9% - 18歳未満: 44.1% - 65歳以上: 31.6% |

## 都市と町
- ボリジー
- クロウフォードフォーク
- ユートー - 郡庁所在地
- フォークランド
- ユニオン